# Au cœur de la tornade
Au cœur de la tornade (Christmas Twister) est un téléfilm américain réalisé par Peter Sullivan et diffusé en France le 28 juin 2013 sur M6.

## Fiche technique
- Titre original : Christmas Twister
- Réalisation : Peter Sullivan
- Scénario : Peter Sullivan et Hanz Wasserburger
- Photographie : Roberto Schein
- Musique : Marc Jovani
- Durée : 110 min
- Pays :  États-Unis

## Distribution
- Casper Van Dien (V. F. : Damien Boisseau) : Ethan
- Richard Burgi (V. F. : Bernard Lanneau) : Logan
- Victoria Pratt (V. F. : Sybille Tureau) : Addison
- Dmitri Schuyler-Linch : Max
- Steven Williams : Terry
- Christina DeRosa (V. F. : Nathalie Homs) : Deb
- Michael C. Mahon (V. F. : Jean-Marc Charrier) : Doug
- Scott Thomas Reynolds (V. F. : Jonathan Amram) : Barrett
- Ben Giroux (V. F. : Jean-Marc Charrier) : Gage
- Haley Lu Richardson (V. F. : Victoria Grosbois) : Kaitlyn